# F1 Manager 2022
F1 Manager 2022 — официальная игра-симулятор гоночного менеджмента чемпионатов Формулы-1, Формулы-2 и Формулы-3 2022 года, разработанная и изданная британской компанией Frontier Developments. Это первая часть серии F1 Manager и первая лицензированная игра в жанре менеджера со времен F1 Manager от EA Sports. Игра была выпущена для платформ Windows, PlayStation 4, PlayStation 5, Xbox One и Xbox Series X/S 30 августа 2022 года. 28 октября 2022 года Frontier Developments объявила о прекращении разработки и поддержки всего через два месяца после первоначального релиза.

## Игровой процесс
F1 Manager 2022 предлагает более детальный уровень карьеры по сравнению с режимом My Team, который Codemasters представила в F1 2020. В игре есть редактор стратегий, в котором игрок может планировать пит-стопы, шины и темп для каждого этапа. В игре есть функции разработки деталей, ограничения стоимости, ERS, а также бортовые камеры, используемые в реальной жизни командами Формулы-1. В игре также присутствуют голоса профессиональных английских комментаторов Каруна Чандхока и Дэвида Крофта, а также начальные титры трансляций Формулы-1, показываемые после логотипа Frontier Developments, при этом переходы воссозданы с большей точностью, чем в трансляциях Формулы-1. В игре представлены реальные инженеры и гонщики из Формулы-1, Формулы-2 и Формулы-3. Также доступны командные радиоприемники настоящих гонщиков и инженеров Формулы-1. В игре также присутствуют красные флаги.

## Разработка
F1 Manager 2022 была официально анонсирована в марте 2022 года. Это первая видеоигра в серии F1 Manager, которая владеет официальной лицензией на чемпионаты Формулы-1, Формулы-2 и Формулы-3 с 2022 по 2025 год. Это также первая лицензированная игра-симулятор гоночного менеджмента Формулы-1 со времен F1 Manager от EA Sports в 2000 году. Игра разработана на движке Unreal Engine 4. Она разработана и издана Frontier Developments, британским разработчиком видеоигр, известным такими играми, как Elite Dangerous, Planet Coaster, Planet Zoo и Jurassic World Evolution. Игра вышла на Windows, PlayStation 4, PlayStation 5, Xbox One и Xbox Series X/S 30 августа 2022 года. Игроки, оформившие предварительный заказ, смогли получить предварительный доступ к игре на пять дней раньше, 25 августа 2022 года.

## Восприятие
F1 Manager 2022 получил «в целом благоприятные» отзывы для Windows и Xbox Series X/S, согласно агрегатору рецензий Metacritic; Версия игры на PlayStation 5 получила «смешанные или средние» отзывы.
Эта игра стала четвертой по продажам в розничной торговле в Соединенном Королевстве в первую неделю после своего выхода.